# レオタックスカメラ
レオタックスカメラ（Leotax Camera Co., Ltd. ）はかつて日本の葛飾区新宿（現柴又一丁目）に存在したカメラメーカー。主にコピーライカを製造していた。
同様にコピーライカを製造していたニッカカメラは日本光学（現ニコン）のニッコールを装着していたがレオタックスは東京光学（現トプコン）のトプコールを装着した。戦前日本光学は主に日本海軍に、東京光学は主に日本陸軍に納入し「海のニッコー、陸のトーコー」と言われていたためその争いが再現していると言われた。

## 歴史
- 1938年（昭和13年） - 皆川商店と三栄堂の関係者が出資し、六桜社（後コニカを経て現コニカミノルタ）出身の中川幹三を製造責任者とし共栄社という工場を日暮里に建設し、ライカを分解してスケッチし作図するという方法で完全なコピーライカを作った[1]。
- 1939年（昭和14年） - 合資会社昭和光学精機（Showa Optical Works Ltd. ）設立、この年の暮れに最初の製品が美篶商会に納入された[1]。
- 1956年（昭和31年）11月 - レオタックスカメラに社名変更[1]。
- 1959年（昭和34年） - 倒産。

## 製品

### 120フィルム使用のカメラ
良心的な作りで信頼できる優秀カメラであった。
- セミレオタックス（1940年発売[2]、1948年再発売[2]） − 6×4.5cm判のスプリングカメラ。ツァイス・イコンのセミネッターをモデルにした。レンズはリーゼF4.5で、後にF3.5に大口径化された[3]。シャッターはプロンター型トリオで、セルフタイマーはついていない[3]。自動巻止め装置はついている[3]説とついていない[2]説がある。1949年にシンクロ装置とセルフタイマーがついた[2]。
- セミレオタックス（1950年[3]または1951年[2]発売）/セミレオタックスDL（1953年正式に命名[2]） − 6×4.5cm判のスプリングカメラ。タスキ部分が3本構成イコンタ式の丈夫なものに改められ、ファインダーにパララックス補正機構が付いた[2]。当初は特別名前がなく、区別の必要上雑誌によって「セミレオタックスDL」とされ、1953年に正式に命名された[2]。DLはデラックスの意[2]。フィルム巻き上げに自動巻止めはなく赤窓式[3]。
- セミレオタックスDL-II（1951年[2]または1952年[3]発売）/セミレオタックスR（1953年正式に命名[2]） − 6×4.5cm判のスプリングカメラ。レンズは東京光学機械（現トプコン）のトーコー75mmF3.5。単独距離計付[2]。当初は特別名前がなく、区別の必要上雑誌によって「セミレオタックスDL-II（距離計付き）」とされ、1953年に正式に命名された[2]。1955年12月頃生産が打ち切られた[2]。

### 135フィルム使用のカメラ
ニッカカメラのニッカと並びコピーライカの典型の一つとして知られる。
- レオタックス（1940年発売[2]） - 連動距離計のコピーは特許以上に技術的に困難だったため距離計のないモデルとして発売された[1]。新品時は単独距離計が付属した[1]。話題にはなったがセミレオタックスの方が好評で製造数が少なく現在では幻のカメラの一つである[1]。
- レオタックススペシャルA（1942年頃発売[1]） - エルンスト・ライツ（現ライカ）のパテントを避け距離計の2つの窓の外側にファインダーを置いたため基線長27mmで等倍と貧弱になってしまった[1]。レンズはレタナーがついており、エルマーよりも実焦点距離が短いためカムを削って合わせるという非常に良心的な作りになっている[1]。
- レオタックススペシャルB（1942年頃発売[1]） - スペシャルAにスローシャッターを装備したモデル[1]。
- レオタックススペシャル（1946年頃発売） - 戦後スペシャルAを再発売したモデルで刻印は「SPECIAL」のみだがセルフタイマー付き、なしとも生産されたようだという[1]。東京光学（現トプコン）のステート5cmF3.5を装着、これ以後東京光学のレンズを装着する。
- レオタックススペシャルDII（1947年頃発売[1]） - 戦後エルンスト・ライツのパテントが無効化されたため完全コピーとなった[1]。このモデルはライカIIのコピーでスローシャッターがない。ライカとの違いはボディーがアルミニウム合金に対し真鍮であるため原型のライカIIより65g重い[1]。この頃からメッキの質も非常に向上した[1]。
- レオタックススペシャルDIII（1947年頃発売） - このモデルはライカIIIのコピー。スローシャッター付き。ライカとの違いはボディーがアルミニウム合金に対し真鍮であるため原型のライカIIIより65g重い[1]のと、距離計倍率が1.5×に対し等倍である[1]。
- レオタックススペシャルDIV（1950年1月発売） - レオタックススペシャルDIIIのファインダーが1.5倍となった[1]。以後形式名は刻印されなくなり区別に困る人が多い[1]。
- レオタックスS（1952年12月発売[1]） - レオタックススペシャルDIVにシンクロ接点を装備し、前面に２つのドイツコネクターを設けた。F接点は閃光電球（フラッシュバルブ）のFP級[注釈 1]、S接点ではM級やF級バルブを使用する[1][注釈 2]。
- レオタックスF（1954年6月発売[1]） - 全面的にダイキャストボディーを採用した[1]。シャッタースピードの最高速1/1000秒装備[1]。なお前面左に見えるレバーはシンクロ接点の切り替え用で、後のセルフタイマー用より小さい。
- レオタックスK（1955年7月発売） - レオタックスFのシャッターからスローと1/1000秒が省かれている廉価版[1]。
- レオタックスT（1955年12月発売） - レオタックスFのシャッターから1/1000秒が省かれている廉価版。
- レオタックスTV（1957年11月発売） - 初のセルフタイマー装備機種で、Vはその意[1]（レバーは前面左）。アルバダ式フレームファインダー[1]。シャッタースピードが倍数系列になった[1]。シンクロが自動切り替えになった[1]。
- レオタックスT2（1958年2月発売） - レオタックスTVからセルフタイマーを省いたモデル[1]。
- レオタックスK3（1958年7月発売） - レオタックスT2のスローを1/15秒と1/8秒のみに簡略化したモデル[1]。
- レオタックスFV（1958年8月発売） - レオタックスの頂点[1]。フィルムはレバー巻き上げ、クランク巻き戻し[1]。シャッタースピードの最高速1/1000秒装備（軍艦部のロットNo.の左に「FV」の記載あり。）
- レオタックスTV2（1958年11月発売）/レオタックスメリット（1959年4月改名） - レオタックスFVから1/1000秒を除いた廉価版[1]（巻き戻しのクランク部分がやや細い点もFVとの相違）。当初TV2の名称で発売されたがエリート発売に伴いメリットに改名された[1]。
- 'レオタックスエリート（1959年4月発売） - メリットからさらにセルフタイマーを除いたモデル。当初TL2の名称で発売される予定であったがエリートで発売された[1]。
- レオタックスエリートS2（1960年発売）
- レオタックスG（1961年発売） - 開発中にレオタックスカメラが倒産、後に下請け業者が部品を組み上げて写真用品卸商社の六和から発売されたもの[1]。